# Look J. Boden

Look J. Boden (Vlaardingen, 2 januari 1974) is een Nederlandse tekstschrijver, fotograaf, dichter en uitgever. Hij is de zoon van de voormalige radio-dj Look Boden.
Hij werd landelijk bekend als oprichter en uitgever van het literaire tijdschrift  Renaissance. Van 1996-2002 was hij hiervan hoofdredacteur. In 2000 richtte hij de Stichting Renaissance op, die de uitgave van het tijdschrift verzorgde, en ook festivals en Landelijke Gedichtendag organiseerde.
Als dichter timmert hij vanaf 1995 aan de weg. Hij publiceert onregelmatig in bloemlezingen en tijdschriften. In 2007 kwam zijn eerste dichtbundel uit. In 2015 werd hij benoemd tot Stadsdichter van Vlaardingen.

## Biografie
Look J. Boden werd geboren als Lodewijk Johannes Boden, als enig kind. Toen hij vijf jaar was, scheidden zijn ouders, en bleef hij bij zijn moeder in Vlaardingen wonen. Al vroeg bleek hij erg creatief te zijn. Op zijn dertiende begon hij met het schrijven van gedichten, liedteksten en verhalen, later gevolgd door het ontwerpen van allerhande gebruiksvoorwerpen. Toch duurde het nog ruim zes jaar, voordat hij zijn eerste werkjes publiceerde in de schoolkrant. Daar leerde hij ook Steven Verhelst kennen.
In 1994 begon hij aan een studie Nederlands  Recht aan de Erasmus Universiteit in Rotterdam. Omdat de wet hem toen maar matig interesseerde, zoch hij zijn heil in andere bezigheden. Hij richtte in 1996 het literaire tijdschrift Renaissance op,
en organiseerde hij verschillende voordrachten en festivals.
Na verschillende baantjes begon hij in 2000 als journalist voor een lokale krant. In hetzelfde jaar richtte hij o.a. met Benne van der Velde performancegroep Verboden Aan te Plakken op, dat echter maar een kort leven beschoren was. Van 2004-2008 was hij mede-oprichter en bestuurslid van de Stichting Landelijke Gedichtendag en daarmee o.a. organisator van de LGD Poëzieprijs. Van 2015-2016 was hij Stadsdichter van Vlaardingen.
Momenteel werkt hij voornamelijk als cultureel ondernemer, tekstschrijver en (kunst)fotograaf. In die laatste hoedanigheid haalde hij een top-4 nominatie bij de Van Lanschot Kunstprijs (2016) en won hij de eerste prijs in de Get Inspired Magazine Photo Contest 'Black' (2017).
In 2019 won hij de auditie voor stemacteur in het televisieprogramma The Big Audition .

## Trivia
Boden woont in het geboortehuis van acteur Louis Bouwmeester in Middelharnis. In 2025 schreef hij in opdracht van Streekmuseum Goeree-Overflakkee een sonnet in de stijl van William Shakespeare ter nagedachtenis aan de 100e sterfdag van Bouwmeester op 28 april 1925. Dit is te zien op een plaquette aan de zijkant van het huis.